# Ruch Obywatelski (Islandia)

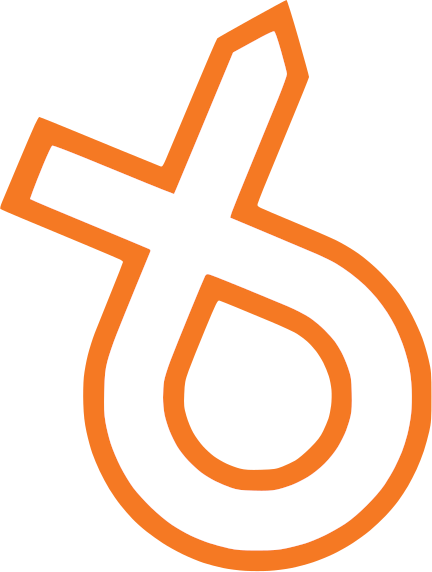
Logo partii

Ruch Obywatelski (isl. Borgarahreyfingin) – islandzka partia polityczna założona w roku 2009 przed wyborami do Alþingi. Powstała na fali serii ulicznych protestów, które miały miejsce jesienią 2008 roku podczas kryzysu finansowego. Protestujący domagali się ustąpienia zarządu banku centralnego. Po dymisji rządu Geira Haarde i ogłoszeniu przedterminowych wyborów ruch przekształcił się (w lutym 2009) w partię polityczną.
Główne postulaty Ruchu Obywatelskiego to zmiana konstytucji i reforma ordynacji wyborczej, która zwiększyłaby szansę jednostek na dostanie się do Alþingi. Partia opowiada się za przystąpieniem Islandii do Unii Europejskiej. Pierwszym przewodniczącym partii został Herbert Sveinbjörnsson, reżyser filmów dokumentalnych i działacz społeczny, zaś wiceprzewodniczącą Birgitta Jónsdóttir.
W wyborach w 2009 roku partia zdobyła 7,2% głosów, co dało jej 4 miejsca w Alþingi. Jednak we wrześniu 2009 jeden z jej posłów opuścił partię, zostając posłem niezależnym, zaś troje pozostałych założyło nową partię Ruch Hreyfingin. Obecnie Ruch Obywatelski nie ma więc reprezentacji parlamentarnej.